# Irische Syntax
Die irische Syntax ist sehr verschieden von den meisten Indo-europäischen Sprachen aufgrund der VSO-Satzstellung.

## Allgemeine Wortstellung
Die allgemeine Wortreihenfolge innerhalb des irischen Satzes ist:
1. Präverbale Partikel
2. Verb
3. Subjekt
4. Direktes Objekt oder prädikatives Adjektiv
5. Indirektes Objekt
6. Ortsbeschreibung
7. Beschreibung der Art und Weise
8. Zeitliche Beschreibung

Nur das Verb und Subjekt sind zwingend notwendig, die restlichen Satzbestandteile sind optional, es sei denn, das Verb erfordert ein weiteres Objekt (transitives Verb). Wenn eine synthetische Verbform, d. h.  Verb und Subjekt sind in einem Wort vereint, auftritt, sind selbst ein-Wort-Sätze möglich, z. B. Tuigim „Ich verstehe.“. (McCloskey and Hale 1983)
Ein Beispielsatz ist:
Labhraíonn Mícheál Gaeilge    le cáit         go minic.
spricht        Mícheál Irisch         mit Cáit      häufig
Verb           Subjekt dir. Objekt indir. Objekt Zeit
„Mícheál spricht häufig Irisch mit Cáit.“

## Fragen und Antworten
Die Fragepartikel „an“ (im Präteritum „ar“) steht am Anfang einer jeden irischen Entscheidungsfrage.
Irisch besitzt keine Wörter für „ja“ oder „nein“. Die Antwort auf eine Frage ist die Wiederholung des Verbs entweder ohne oder mit Negationspartikel. Bei analytischen Verbformen wird nur das Verb und nicht das Subjekt wiederholt. Wenn die abhängige und unabhängige Form des Verbs sich unterscheiden, wird die abhängige Form nach der Interrogativ- oder Negationspartikel gesagt. Die unabhängige Form wird genutzt, wenn keine Verbpartikel vorhanden ist. (Bailey 2013)
Ein Beispiel wäre:
An éisteann Seán lena mháthair riamh? – „Hört Seán jemals auf seine Mutter?“
-         Éisteann. (nicht: *Éisteann sé) – „Ja, tut er.“ (wortwörtlich: „Hört.“)
-         Ní éisteann. (nicht: *Ní éisteann sé) – „Nein, tut er nicht.“ (wortwörtlich: „Hört nicht.“)
Nach bhfuil tú ag éisteacht liom? – „Hörst du mir nicht zu?“
-         Táim. „Doch, tue ich.“
-         Nílim. „Nein, tue ich nicht.“

## Anweisungen
In Anweisungen wird der Imperativ benutzt. Anweisungen ohne Verneinung besitzen keinen expliziten Imperativ-Marker. (Rothstein, Thieroff 2010)
Zum Beispiel:
Tabhair dúinn dhá ghloine fuisce                   le do thoil.
Gib    zu-uns     zwei Gläser Whiskey-GEN       mit deinem Willen
„Bitte gib uns zwei Gläser Whiskey.“

In einer verneinten Anweisung wird die Partikel ná genutzt. Diese Partikel, die mit „nicht“ übersetzt werden kann, ruft weder Eklipsis noch Lenisierung hervor. Bei nachfolgenden Vokalen wird ein h vorangestellt. (Rothstein, Thieroff 2010)
Ná cailligí an t-airgead.
nicht verliert das Geld
„Verliert das Geld nicht!“
Ná habair leo é.
Nicht erzähl mit-ihnen es
„Erzähl es ihnen nicht!“

## Syntax des Verbalsubstantivs
Der progressive Aspekt wird geformt, indem das Verbalsubstantiv mithilfe der progressiven Partikel „ag“ (identisch mit der Präposition „ag“ = bei) mit dem existenzanzeigenden Verb verbunden wird. (McCloskey and Hale 1984)
Zum Beispiel:
Tá Mícheál ag labhairt Gaeilge le Cáit anois.
Ist Mícheál bei sprechen Irisch-GEN  mit Cáit jetzt.
„Mícheál spricht jetzt irisch mit Cáit.“

Das Objekt eines Verbalsubstantivs steht im Genitiv. (McCloskey and Hale 1984)
Zum Beispiel:
Tá Séamas ag léamh an nuachtáin.
Ist Séamas bei lesen die Zeitung-GEN
„Séamas liest die Zeitung.“

Wenn ein infiniter Satz das Komplement des Verbs bildet, steht das Verbalsubstantiv alleine (ohne Präposition) in dem Satz. (McCloskey and Hale 1984)
Zum Beispiel:
D’éirigh liom breith ar an liathróid.
Stieg  mit mir  fangen auf den Ball.
„Ich war erfolgreich darin den Ball zu fangen.“

Das direkte Objekt eines Verbalsubstantivs steht dann vor dem Verbalsubstantiv. Der lenisierende Partikel „a“ (zu) steht zwischen den beiden. Die anderen Komplemente folgen auf das Verbalsubstantiv. (Duffield 1995)
Zum Beispiel:
Tá brath agam an scian a chur go cúramach ar an mbord.
Ist Absicht bei-mir das Messer zu legen  vorsichtig auf den Tisch.
„Ich habe die Absicht das Messer vorsichtig auf den Tisch zu legen.“

## Objektpronomen
Im Allgemeinen stehen Objektpronomen sowie flektierte Präpositionen am Satzende, wesentlich weiter rechts als es normalerweise der Fall wäre. Wenn das Objektpronomen im Satz verschoben werden kann, wird es so verschoben, dass es sehr weit vom Verb entfernt steht. (Bennett, Elfner, McCloskey 2015).
Der Satz in normaler VSO-Stellung:
D’inis sé an scéal do Bhríd inné.
Erzählte er die Geschichte zu Bríd gestern.
Er erzählte Bríd gestern die Geschichte.
Der gleiche Satz mit Objektpronomen:
D’inis  sé do Bhríd inné é.
Erzählte er zu Bríd  gestern es
„Er erzählte es gestern Bríd.“

## Passiv
Irisch benutzt anstelle des Passivs meist die unpersönliche (autonome) Form. (Noonan 1994)
Buaileadh an madra.
Schlagen-PRÄT-AUT der Hund
„Man schlug den Hund. / Der Hund wurde geschlagen.“

Im Perfekt wird ein Passiv geformt, indem das Verbaladjektiv mit dem existenzanzeigenden Verb (bí, „sein“) kombiniert wird. (Noonan 1994)
Tá an fhuinneog briste (ag mo dheartháir).
Ist das Fenster zerbrochen (von mein Bruder)
„Das Fenster ist (von meinem Bruder) zerbrochen worden.“

## Zustandsverben
Verben, die den Zustand von etwas beschreiben, bilden die Verlaufsform der Gegenwart mithilfe des existenzanzeigenden Verbs „tá“ (sein) und dem Verbalsubstantiv mithilfe der Präposition „i“ = in. (Greene 1979)
Zum Beispiel:
Tá mé i mo chodladh.
Bin ich in meinem Schlafen
„Ich schlafe.“

## Formen um das Verb „sein“ auszudrücken
Irisch hat wie das Spanische zwei verschiedene Formen, um das deutsche Verb „sein“ auszudrücken. Die beiden Formen haben unterschiedliche grammatische Funktionen.

### Das existenzanzeigende Verb bí
Das existenzanzeigende Verb bí ist ein unregelmäßiges Verb.

#### Existenz, Zustand oder Ortsbezeichnung
Dieses Verb drückt die Existenz von etwas aus oder seinen Zustand oder seinen Ort. Wenn es von dem Adverb „ann“ („da“, wörtlich „in es“) begleitet wird, bedeutet es „existieren“ oder „dort ist/sind“. Ansonsten wird das Verb von einem Adjektiv, einem Adverb oder einer Präposition komplementiert. (McCloskey 2014)
Zum Beispiel:
Tá Dia ann.
Ist Gott da.
„Gott existiert / Es gibt einen Gott.“

Tá na húlla  ar an mbord.
Sind die Äpfel auf dem Tisch
„Die Äpfel sind auf dem Tisch.“

#### Definitionen
Nur eine Nominalphrase ist als Komplement für das existenzanzeigende Verb nicht ausreichend. Stattdessen geht der Nominalphrase noch eine Form, die „in meinem, in deinem, etc.“ entspricht, voraus. (McCloskey 2014)
Zum Beispiel:
Tá Seán ina dhochtúir.
Ist Seán in seinem Arzt
Seán ist Arzt.

### Die Kopula „is“
Die irische Kopula gilt nicht als Verb, sondern eine Partikel. Die Indikativ-Präsens-Form ist „is“. Diese Partikel wird genutzt, um eine Definition oder eine Identifikation auszudrücken. Sie kann von einem Nomen, einem Pronomen, einem Adjektiv oder einer topikalisierten Phrase ergänzt werden. Da die Kopula kein Verb ist, wird sie nicht für Person oder Anzahl flektiert und Pronomen werden in der disjunktiven Form verwendet. (Doherty 1996)

Ein Beispiel für die Verwendung als Definition:
„X ist ein Y.“ Dann ist die Wortstellung des irischen Satzes: „Is-Y-(Pronomen)-X“. X ist dabei ein definites Nomen oder Pronomen, dabei steht das Subjekt am Ende des Satzes. (Doherty 1996)
Is fear é.
COP Mann er
„Es/er ist ein Mann.“

Ein Beispiel für die Verwendung als Identifikation:
„X ist das Y.“ Die Wortstellung im irischen Satz ist dann: „Is-Pronomen-X-Y.“ oder „Is-Pronomen-Y-X.“. Es muss immer ein Pronomen zwischen dem definiten Nomen und der Kopula stehen.
Is é Seán an múinteoir.
COP er Seán der Lehrer
Seán ist der Lehrer.

Um ein Personalpronomen in der ersten oder zweiten Person zu identifizieren, wird normalerweise die längere Form des Personalpronomens genutzt, die direkt nach der Kopula steht. Diese Personalpronomen werden als kontrastiv angesehen. (Nakamura 2004)
Zum Beispiel:
Is mise an múinteoir. – Ich bin der Lehrer.
Is tusa an scoláire. – Du bist der Schüler.
Is sinne na múinteoirí. – Wir sind die Lehrer.
Die längere Form des Personalpronomens wird häufig genutzt um etwas zu betonen oder hervorzuheben und kann daher dafür sorgen, dass die Kopula getilgt wird. In den vorherigen Beispielen könnte „is“ auch weggelassen werden. (Nakamura 2004)
Mise an múinteoir. – Ich bin der Lehrer.
Tusa an scoláire. – Du bist der Schüler.
Sinne na múinteoirí. – Wir sind die Lehrer.
In der dritten Person kann auch die verlängerte Form des Personalpronomens genutzt werden. (Nakamura 2004)
(Is) eisean an múinteoir. „Er ist der Lehrer.“
(Is) ise an scoláire. „Sie ist die Schülerin.“
(Is) iadsan na saighdiúirí. „Sie sind die Soldaten“.
Allerdings wird die längere Form der dritten Person als sehr betont angesehen, weshalb normalerweise  „Is é an múinteoir é. – Er ist der Lehrer.“ genutzt wird um Identifikation auszudrücken. Das definite Nomen wird bei dieser Ausdrucksweise von zwei Personalpronomen eingerahmt, die mit dem Nomen in Geschlecht und Anzahl übereinstimmen. (Nakamura 2004)

#### Präsens
Das Präsens der Kopula „is“ kann auch für das Futur verwendet werden. (Ó Sé 1990)
Is múinteoir é. – Er wird ein Lehrer sein.

#### Konditional
Die Vergangenheitsform der Kopula „ba“ wird auch für das Konditional verwendet. (Ó Sé 1990)
Ba mhúinteoir í. – Sie war eine Lehrerin / Sie würde eine Lehrerin sein.
Die Formen „is“ und „ba“ werden nicht nach präverbalen Partikeln verwendet. (Ó Sé 1990)
An múinteoir thú? – Seid ihr Lehrer?
Níor mhúinteoirí sinn. – Wir waren keine Lehrer.
Wenn das Prädikat des Satzes definit ist, wird die Kopula von einem disjunktiven Personalpronomen gefolgt. (Ó Sé 1990)
Is í Siobhán an múinteoir. – Siobhan ist die Lehrerin.
Is é an múinteoir é.- Er ist der Lehrer.
Wenn das Prädikat des Satzes indefinit ist, folgt es direkt auf die Kopula und das disjunktive Pronomen steht vor dem definiten Nomen als Subjekt. (Nakamura 2004)
Is dalta mé. „Ich bin ein Schüler.“
Is múinteoir í Cáit. „Cáit ist eine Lehrerin.“
Die Kopula kann auch genutzt werden, um ein Adjektiv zu betonen, indem dieses im Satz nach vorne gerückt wird, direkt hinter die Kopula. (Oda 2013)
| Is                        | breá  | an lá   | é. |
| COP                       | schön | der Tag | es |
| „Es ist ein schöner Tag.“ |       |         |    |

#### Topikalisierung
Topikalisierung im Irischen findet durch Spaltung (clefting) statt. Die topikalisierten Elemente werden an den Beginn des Satzes gestellt (fronting) und werden somit zum Prädikat der Kopula. Der Rest des Satzes wird zu einem Relativsatz. (Ó Sé 1990)
Dúirt mise é. -  „Ich habe es gesagt.“
Is mise a dúirt é. - „Ich habe es gesagt.“

#### Andere Verwendungen der Kopula
Es gibt festgelegte idiomatische Ausdrücke, in denen die Kopula verwendet wird. (Bräsicke)
Zum Beispiel:
Is maith liom é. - „Ich mag es.“ (lit. „Ist gut mit mir es.“)
Is fearr liom é. - „Ich bevorzuge es.“ (lit. „Ist besser mit mir es.“)
Ba cheart -  „man sollte“ (lit. „wäre richtig“)
| Is                                     | deacair | an abairt seo | a thuiscint. |
| COP                                    | schwer  | dieser Satz   | zu verstehen |
| „Dieser Satz ist schwer zu verstehen.“ |         |               |              |

#### Beantwortung von Fragen mithilfe der Kopula
Da die Kopula nicht alleine stehen kann, muss die Antwort auf die Frage entweder einen Teil des Prädikats beinhalten oder ein Pronomen an seine Stelle treten. Beide folgen auf die Kopula. (Doherty 1996)
An é Seán an múinteoir? - „Ist Seán der Lehrer?“
Is é. „Ja, ist er.“
Ní hé. „Nein, ist er nicht.“

#### Wegfall der Kopula
In allen Dialekten des Irischen kann „is“ weggelassen werden, wenn das Prädikat ein Nomen ist. „Ba“ kann nicht weggelassen werden. Wenn „is“ nicht vorkommt, werden die auf die vor dem Nomen stehenden „é, í, iad“ auch weggelassen. (Nakamura 2004)
(Is) mise an múinteoir. - „Ich bin der Lehrer.“

### Vergleich zwischen dem existenzanzeigenden Verb und der Kopula
Sowohl das existenzanzeigende Verb als auch die Kopula können ein nominales Prädikat haben, aber die Bedeutung der Konstruktionen ist verschieden.
„Is dochtúir é Seán.“ bezeichnet etwas Absolutes über Seán, es ist eine permanente Charakteristik Seáns ein Arzt zu sein. Das wird als Individual-level-Prädikat bezeichnet.
„Tá Seán ina dhochtúir.“ bedeutet, dass Seán den Beruf des Arztes ausübt, momentan ein Arzt ist oder ein Arzt geworden ist. Das wird als Stage-level-Prädikat bezeichnet. (Acquaviva 2014)

## Subordination
Die meisten Komplementierer (unterordnende Konjunktionen) sorgen dafür, dass eine Eklipsis  (Mutation der Konsonanten) entsteht und benötigen die abhängige (dependente) Form der unregelmäßigen Verben. Die Wortstellung in dem irischen Nebensatz ist genauso wie im irischen Hauptsatz. Die Typen an Nebensätzen, die hier genannt werden, sind Ergänzungssätze, Relativsätze und w-Fragen. (McCloskey 2012)

### Ergänzungssätze

#### Syntaktische Ergänzung
Der Nebensatz ist Teil des Hauptsatzes, da er diesen syntaktisch komplementiert. Im Irischen wird der Nebensatz durch das positive „go“ (dass) oder das negative „nach“ (dass ...nicht) eingeleitet. (Noonan 2007)
Deir sé go bhfuil deifir air.
Sagt er  dass ist Eile auf ihm.
„Er sagt, dass er in Eile ist.“
Chruitaigh sé nach raibh taibhse ann.
Bewies er dass nicht war Geist da
„Er bewies, dass da kein Geist war.“

#### Konditionelle Ergänzung
Ein Bedingungssatz liefert die Bedingung für eine Aktion. Im Irischen gibt es zwei Arten an Bedingungssätzen, abhängig von der Plausibilität der Bedingung. In beiden Bedingungssätzen steht das Verb im Konditional. (McCloskey 2001)
Die Partikel „má“ leitet einen plausiblen Bedingungssatz ein, auch Realis-Bedingung genannt. Má sorgt für Lenisierung und benötigt die unabhängige Form der unregelmäßigen Verben. Die negierte Form ist „mura“ und sorgt für Eklipsis. Wenn die Partikel vor einer Präteritumsform steht, wird er zu „murar“ und sorgt für Lenisierung. Die negierte Form ist entweder „mura“ oder „murach go“, ungefähr gleichbedeutend mit „wenn es nicht der Fall wäre, dass…“. (McCloskey 2001)
Wenn die Bedingung des Bedingungssatzes hypothetisch ist, auch Irrealis-Bedingung genannt, dann wird das Wort „dá“ verwendet. Es ruft Eklipsis hervor und benötigt die abhängige Form von den unregelmäßigen Verben. (McCloskey 2001)
Verwendet wird der Modus Konditional sowohl in der Bedingung wie ihrer Folge.
Má chreideann sé an scéal sin, tá sé saonta go maith. „Wenn er die Geschichte glaubt, ist er recht leichtgläubig.“ (realis)
Murar chaill sé é, ghoid sé é. „Wenn er es nicht verloren hat, dann hat er es gestohlen.“ (realis)
Dá bhfágfainn agat é ní dhéanfá é. „Wenn ich es dir überlassen würde, würdest du es nicht machen.“ (irrealis)

#### Direkte Relativsätze
Direkte Relativsätze beginnen mit dem lenisierenden Relativierer „a“ und der unabhängigen Form des unregelmäßigen Verbs, das benutzt wird. Direkte Relativsätze werden genutzt, wenn das Relativpronomen das Subjekt oder direkte Objekt des Satzes ist. (Oda 2016)
D’imigh na daoine a bhí míshásta thar sáile. - „Die Leute, die unglücklich waren, gingen nach Übersee.“
Sin í an obair a rinne mé. - „Das ist die Arbeit, die ich getan habe.“
Der direkte Relativsatz wird auch für Topikalisierung genutzt, z. B.:
Is é Jimmy a chuaigh go Méiriceá. - „Es ist Jimmy, der nach Amerika gegangen ist.“
Der direkte Relativsatz wird auch nach dem Wort „uair“ (Mal) genutzt.
an chéad uair a bhí mé ann - „das erste Mal, dass ich da war“

#### Indirekte Relativsätze
Indirekte Relativsätze beginnen mit dem Relativierer „a“ und die abhängige Form des unregelmäßigen Verbs wird benutzt. Im Präteritum beginnen die Sätze mit dem Relativierer „ar“. Der indirekte Relativsatz wird genutzt um den Genitiv zu kennzeichnen oder das Objekt einer Präposition. In diesen Fällen steht ein resumptives Pronomen im Relativsatz. (Oda 2016)
an fear a raibh a dheirfiúr san ospidéal „der Mann, dessen Schwester im Krankenhaus war“ (lit. „der Mann, REL war seine Schwester im Krankenhaus“)
an seomra ar chodail mé ann „der Raum, in dem ich geschlafen habe“ (lit. „der Raum REL schlief ich in-ihm“)

#### Verneinung
Die verneinte Form eines Relativsatzes, egal ob direkt oder indirekt, wird mit dem eklipsierenden Relativierer „nach“ oder, vor dem Präteritum, mit dem lenisierenden Relativierer „nár“ gebildet. (Oda 2016)
Sin rud nach dtuigim. „Das ist etwas, dass ich nicht verstehe.“ (direkt)
bean nach bhfuil a mac ag obair „eine Frau, deren Sohn nicht arbeitet“ (indirekt; lit. „Frau REL-NEG ist ihr Sohn bei Arbeiten.“)
Manchmal kann ein direkter Relativsatz mehrdeutig sein, das heißt, es ist unklar, ob das Relativpronomen im Akkusativ oder Nominativ steht.
an sagart a phóg an bhean „der Priester, der die Frau küsste“ oder „der Priester, den die Frau küsste“
Wenn die Leseweise im Akkusativ gemeint ist, kann ein indirektes Relativpronomen mit einem resumptiven Pronomen verwendet werden. (Oda 2016)
an sagart ar phóg an bhean é „der Priester, den die Frau küsste hat“ (lit. „der Priester REL küsste die Frau ihn“)

### W-Fragen
W-Fragen beginnen mit einem Fragewort wie „wer, was, wie, wann, etc.“. Im Irischen werden solche Fragen als Relativsätze gebildet und können entweder direkt oder indirekt sein. (McCloskey 2001)

#### W-Fragen als direkte Relativsätze
Fragen, die mit „wer, was, wie viele, welche und wann“ gebildet werden, sind direkte Relativsätze. (McCloskey 1988)
Cathain/Cá huair a tharla sé? „Wann ist es passiert?“
Céard a fuair tú? „Was hast du bekommen?“
Cé mhéad míle a shiúil tú? „Wie viele Meilen bist du gelaufen?“

#### W-Fragen als indirekte Relativsätze
Fragen, die Fragewörter mit Präpositionen beinhalten (z. B. „mit wem?“) oder die mit „warum?“ und „wo?“ anfangen, werden als indirekte Relativsätze gebildet. (McCloskey 1988)
Cé aige a bhfuil an t-airgead? „Wer hat das Geld?“ (lit. „wer bei-ihm REL ist das Geld“)
Cá leis ar thóg tú an gluaisteán? „Mit was / Womit hast du das Auto angehoben?“ (lit. „was mit-es REL hobst du das Auto“)

#### Sätze, die mit „wie“ beginnen
Es gibt mehrere Wörter für „wie“ im Irischen. Das Wort „conas“ fordert einen direkten Relativsatz, die Phrase „cén chaoi“ („welche Weise“) einen indirekten. (Oda 2016)
Conas a tharla sé? „Wie ist es passiert?“
Cén chaoi a mbaineann sin leat? „Wie betrifft es dich?/Was geht es dich an?“

### Ergänzende Nebensätze in Form von Relativsätzen
Manche Ergänzungen im Irischen haben die Form eines Relativsatzes, da sie mit der Relativ-Partikel „a“ verbunden sind. Es gibt sowohl direkte als auch indirekte Relativsätze. (McCloskey 1988)
Direkt
Nuair a bhí mé óg, bhí mé i mo chónaí i nDún na nGall. „Als ich jung war, lebte ich in Donegal.“
Bhí sé ag caoineadh an t-achar a bhí sé ag caint liom. „Er hat geweint, während er mit mir geredet hat.“
Bhog sé a cheann ar nós mar a bheadh sé ag seinm. „Er bewegte seinen Kopf, als ob er Musik spielen würde.“
Indirekt
Lorg iad mar ar chuir tú iad. „Suche dort nach ihnen, wo du sie hingelegt hast.“
Fan san áit a bhfuil tú. „Bleib, wo du bist!“
Inseoidh mé sin dó ach a bhfeicfidh mé é. „Ich werde es ihm sagen, sobald ich ihn sehe.“